# 고창준
고창준(高昌俊, 1968년~)은 대한민국의 군인이다. 제46대 육군제2작전사령관이며, 계급은 대장이다.
충청북도 영동군 출신이며, 육군3사관학교를 졸업하고 임관하였다. 37사단장, 육군3사관학교장, 수도군단장을 지냈다. 2024년에는 박안수 육군참모총장의 직무정지에 따라 육군참모총장 직무대리로 임명되었다.
육군3사관학교 출신임에도 불구하고 비(非) 육군사관학교 출신 역사상 최초로 소위 임관 후 대장에 오르기까지 모든 진급 심사를 1차에 통과해, 단 한 번도 진급 누락이 없었다.

## 경력
- 2005.04 ~ 2006.12 육군본부 인사참모부
- 2007.11 ~ 2009.12 제3보병사단 제18보병연대 제1대대장
- 2009.12 ~ 2011.01 제75보병사단 작전참모
- 2011.01 ~ 2012.09 합동군사대학교 전술학처 북한학 교관
- 2012.09 ~ 2013.09 합동군사대학교 전술학처 북한학 교관
- 2013.12 ~ 2015.06 제7보병사단 제5보병연대장
- 2015.06 ~ 2016.06 제7보병사단 참모장
- 2016.06 ~ 2016.12 제53보병사단 작전부사단장 겸 해군작전사령부 합동작전조정관
- 2017.02 ~ 2017.12 육군대학 교학행정처장
- 2018.01 ~ 2018.12 제6군단 참모장
- 2018.12 ~ 2019.11 육군3사관학교 생도대장
- 2019.11 ~ 2021.12 제37보병사단장
- 2021.12 ~ 2022.06 육군3사관학교장
- 2022.06 ~ 2023.10 수도군단장
- 2023.10 ~ 제2작전사령관
- 2024.12 ~ 육군참모총장 직무대리

## 진급
- 1989년: 육군 소위
- 2006년: 육군 중령
- 2012년: 육군 대령
- 2017년 12월: 육군 준장
- 2019년 11월: 육군 소장
- 2022년 6월: 육군 중장
- 2023년 10월: 육군 대장